# 杉田勇次郎
杉田 勇次郎（すぎた ゆうじろう、1900年11月6日 - 1984年8月31日）は、京都市出身の日本画家。号は遊子。おもに水彩画や油彩画を手がけ、洋画の技法を取り入れた作品が多い。

## 経歴
京都市下京区に生まれた杉田は、長じて京都市立絵画専門学校（京都市立美術大学の前身）に学び、在学中の1920年に「海近く」で国画創作協会展に初入選した。1922年に卒業した後も、入江波光に師事しながら。その後も国画創作協会展などに出品し、1926年には国画創作協会会員に推されたが、同会日本画部は1928年に解散してしまう。そこで、新樹社に参加するが、1931年には脱退する。
1934年に満州へ渡って美術教師となり、旅順高等公学校や大連の芙蓉高等学校で教鞭を執った。第二次世界大戦後は、1947年に帰国、後には京都市立美術大学で教鞭を執りつつ、画壇を離れて制作を続けた。